# 111ª Brigata di difesa territoriale
La 111ª Brigata autonoma di difesa territoriale (in ucraino 111-та окрема бригада територіальної оборони?, 111-ta okrema bryhada terytorial'noї oborony, unità militare А7039) è la principale unità delle Forze di difesa territoriale dell'Ucraina dell'oblast' di Luhans'k, subordinata al Comando operativo "Est" delle Forze terrestri.

## Storia
La brigata è stata formata agli inizi di giugno 2018, e fra l'11 e il 15 dello stesso mese si è svolta la prima esercitazione presso Starobil's'k. Fra il 15 e il 19 dicembre 2018 è stata organizzata una sessione di addestramento che ha coinvolto 322 riservisti, fra cui 52 ufficiali in congedo. Fra marzo e maggio 2019 si sono svolte altre due esercitazioni, della durata di circa una settimana l'una.
L'unità è stata mobilitata in seguito all'invasione russa dell'Ucraina del 2022, prendendo parte alla difesa dell'oblast' di Luhans'k e combattendo in particolare nella battaglia di Sjevjerodonec'k. Successivamente è stata spostata nelle retrovie del fronte di Bachmut. Il 27 agosto 2022 ha ricevuto la bandiera di guerra da parte del comandante in capo delle Forze armate ucraine Valerij Zalužnyj. In autunno è stata schierata più a nord, fornendo supporto all'avanzata ucraina dopo la liberazione di Lyman verso Kreminna. Nel gennaio 2023 si trovava schierata presso la città di Sivers'k. Nel giugno 2023, insieme alla 126ª Brigata di difesa territoriale e supportata da elementi della 95ª Brigata d'assalto aereo, ha respinto un tentativo di attacco russo portato avanti dalla 76ª Divisione d'assalto aereo nell'area di Kreminna. Nei primi mesi del 2024 è stata trasferita a sud di Avdiïvka, dove ha contribuito alla difesa del villaggio di Nevel's'ke dagli assalti della 110ª Brigata fucilieri motorizzata. All'inizio di febbraio 2025 è morto in combattimento nella regione di Luhans'k il vice capo di stato maggiore della brigata, tenente colonnello Oleksandr Borodin.

## Struttura
- Comando di brigata[13]
- 110º Battaglione di difesa territoriale (Lysyčans'k, unità militare А7276)[14]
- 117º Battaglione di difesa territoriale (Sjevjerodonec'k, unità militare А7283)[15]
- 118º Battaglione di difesa territoriale (Rubižne, unità militare А7284)[16]
- 119º Battaglione di difesa territoriale (Starobil's'k, unità militare А7285)[17]
- 198º Battaglione di difesa territoriale (Svatove, unità militare А7364)[18]
- Compagnia sistemi senza pilota
- Unità di supporto

## Comandanti
- Tenente colonnello Dmytro Kizijarov (giugno 2018 - dicembre 2020)[19]
- Colonnello V'jačeslav Suchanov (gennaio 2021 - dicembre 2022)[20]
- Colonnello Vadym Bondarenko (gennaio 2023 - luglio 2023)[21]
- Colonnello Serhij Mamčenko (luglio 2023 - maggio 2025)[22]
- Tenente colonnello Vladyslav Tokarev (maggio 2025 - in carica)[23]